# Lucian ze Sardinie
Svatý Lucian ze Sardinie byl mučedníkem na Sardinii. Je uváděn s dalšími křesťany ve skupině Mučedníci v Sardinii. Více informací o něm není známo.
Jejich svátek se slaví 28. května.